# 波日尼亞河
波日尼亞河（烏克蘭語：Пожня），是烏克蘭的河流，位於該國東北部，屬於沃爾斯克拉河的左支流，發源自利斯內以西，流經蘇梅州，河道全長29公里，流域面積285平方公里。